# Loi relative à la maîtrise d'ouvrage publique et à ses rapports avec la maîtrise d'œuvre privée
Pour les articles homonymes, voir MOP.
Lire en ligne

sur Légifrance (version en vigueur) ou version initiale.

La loi no 85-704 du 12 juillet 1985 relative à la maîtrise d'ouvrage publique et à ses rapports avec la maîtrise d'œuvre privée, dite loi MOP fondue dans le code de la commande publique (CCP) est une loi française qui met en place, pour les marchés publics, la relation entre maîtrise d'ouvrage et maîtrise d'œuvre.
Elle constitue une des bases du droit de la construction publique en France, avec le Code de la commande publique. Son rôle est de déterminer les attributions de ces deux acteurs principaux de l'acte de construire dans le cadre d'une commande publique que sont la maîtrise d'ouvrage et la maîtrise d'œuvre.

## Définition des missions
Le principal décret d'application de la loi MOP, le décret no 93-1268 du 29 novembre 1993 relatif aux missions de maîtrise d'œuvre confiées par des maîtres d'ouvrage publics à des prestataires de droit privé, détermine les différentes missions qui peuvent être confiées à la maîtrise d'œuvre, missions de base ou optionnelles, déterminant ainsi ce qu'est une mission de maîtrise d'œuvre dite « base MOP ». Son article 10 définit les éléments de mission suivants :
Les missions de base, enchaînées chronologiquement dans l'ordre de déroulement de la mission de maîtrise d'œuvre, sont : 
- les études d'esquisse (ESQ) ; pour le cas particulier d'une mission portant sur une réhabilitation d'existant, la mission esquisse est remplacée par les études de diagnostic (abrégé en DIA ou DIAG),
- les études d'avant-projet (AVP) ; pour le cas des missions portant sur un bâtiment et non sur une infrastructure, la mission d'avant-projet se décompose en deux sous-phases :
  - les études d'avant-projet sommaire ou APS ; de préciser la composition générale en plan et en volume. D'apprécier les volumes intérieurs et l'aspect extérieur de l'ouvrage. De proposer les dispositions techniques pouvant être envisagées. De préciser le calendrier de réalisation et le cas échéant le découpage en tranches fonctionnelles. D'établir une estimation provisoire du coût prévisionnel des travaux
  - les études d'avant-projet définitif ou APD ; de déterminer les surfaces détaillées de tous les éléments du programme. D'arrêter en plans coupes et façades les dimensions des travaux décomposés en lots séparés. De permettre au maître de l'ouvrage d'arrêter définitivement le programme. De permettre l'établissement du forfait de rémunération dans les conditions prévues par le contrat de maîtrise d'œuvre.
- les études de projet ou PRO, comportant la réalisation des descriptifs quantitatifs estimatifs (DQE), le tout servant à constituer le dossier de consultation des entreprises ou DCE ;
- l'assistance pour la passation des contrats de travaux (ACT),
- la direction d'exécution des contrats de travaux ou DET, complété en base du visa des études d'exécution ou VISA,
- l'assistance apportée au maître de l'ouvrage lors des opérations de réception ou AOR et pendant la garantie de parfait achèvement ;

Les missions complémentaires :
- la réalisation des études d'exécution (EXE), couplée avec la réalisation des études de synthèse (SYN), qui viennent alors en complément de la mission VISA,
- la mission d'ordonnancement, de coordination et de pilotage du chantier (OPC),
- d'autres missions spécifiques à l'objet du marché, pouvant porter sur la signalétique ou le mobilier, la qualité environnementale, l'accompagnement dans des procédures de concertation, etc.

## Évolutions
En trente ans d'existence, la loi MOP a évolué par petites touches. Elle est innovante lors de sa promulgation en 1985. 
En 2015 des critiques se font entendre et des pistes d'amélioration ou des propositions radicales sont exprimées pour cette loi fondamentale dans le paysage de la commande publique en France , en particulier, des propositions afin de permettre d'intégrer dans la loi MOP les spécificités liées à la maquette numérique du bâtiment ou BIM ou aux exigences de performance énergétique. Quant à son domaine d'application, là où le Conseil national de l'Ordre des architectes prône le maintien en l'état, les ingénieurs territoriaux demandent un allègement des obligations liées à la MOP — exit le passage obligatoire par toutes les phases d'études — tout en ramenant l'engagement de la maîtrise d’œuvre sur le coût de l'opération au stade de l'APS. Le CINOV, quant à lui, propose d'intégrer dans une loi MOP complétée la définition des missions d'assistance à maîtrise d'ouvrage, hors toute définition légale ou réglementaire à ce jour, et aussi ce qui traite du « commissionnement », c'est-à-dire l'interface entre la réception des travaux et le démarrage de l'exploitation de l'ouvrage. D'autres sont plus radicaux, comme le Cobaty, qui considère que la loi MOP doit cesser d'être, le contexte ayant tellement évolué en trente ans.
Par l'ordonnance n° 2018-1074 du 26 novembre 2018, la loi MOP est abrogée sauf son article 1. La plupart de ses dispositions sont reprises dans le Code de la Commande Publique (CCP) - nouvelle mouture et nouvelle appellation du CMP - dans la DEUXIÈME PARTIE : MARCHÉS PUBLICS (Articles R2100-1 à R2691-1) Livre IV notamment (Légifrance)